# 간빙기

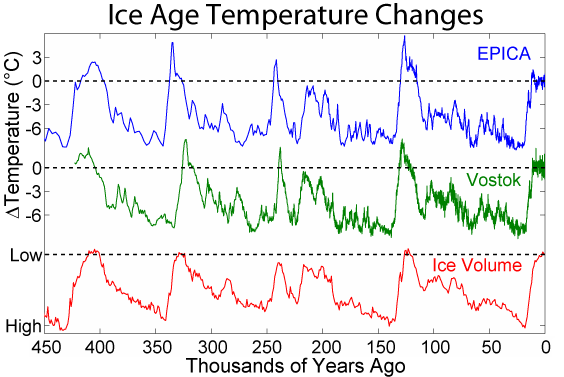
빙하기의 기온 변화 그래프

간빙기(영어: interglacial period, interglacial 또는 interglaciation, 間氷期)는 빙하기에서 빙기 사이에 존재하는, 평균 기온이 전반적으로 따뜻한 시기를 말한다. 현재의 홀로세 간빙기는 약 11,700년 전의 플라이스토세 말기 이후로 지금까지 계속되고 있다.

## 플라이스토세의 간빙기
플라이스토세는 약 258만 년 전부터 1만 년 전의 기간으로, 학술적 정의가 아닌 일반적 속칭으로 흔히 빙하기(Ice Age)라 불리는 기간이다. 약 250만년의 플라이스토세의 기간 동안 많은 빙기(glacial)가 있었다. 즉, 유라시아와 북미에서 대륙 빙상(ice sheet)이 현저히 발달한 시기가 다수 있었다. 각각의 빙기는 대략 4만년에서 10만년의 기간을 가지는데, 빙기들은 상대적으로 짧은 기간의 온화한 간빙기(interglcial)로 분리된다. 현시대는 간빙기에 속하는데, 이 간빙기는 약 11,700년 전부터 시작되었고, 이 때부터 지금까지의 기간을 지질학자들은 플라이스토세와 구분하여 홀로세라고 부른다. 그리고 플라이스토세와 홀로세를 합하여 신생대 제4기(Quaternary)라고 한다.
지금도 계속되고 있는 현재의 간빙기 동안, 기후는 지금과 같은 정도로 따뜻해졌고, 빙상으로 이어졌던 툰드라는 극지방으로 물러났다. 툰드라 지역은 숲으로 바뀌었다. 전통적으로 간빙기는 육지 또는 옅은 대륙붕에 살았던 고생물에 의해서 밝혀진다. 특정 기후와 특정 시대에 살았던 동식물 종의 유체가 특정 간빙기를 확인해 준다. 포유동물이나 연체동물의 화석, 꽃가루와 식물의 우점종 유물(씨나 과일)이 가장 많이 사용된다.

## 같이 보기
- 빙하기
- 홀로세
- 플라이스토세